# Johann Christoph Bekmann

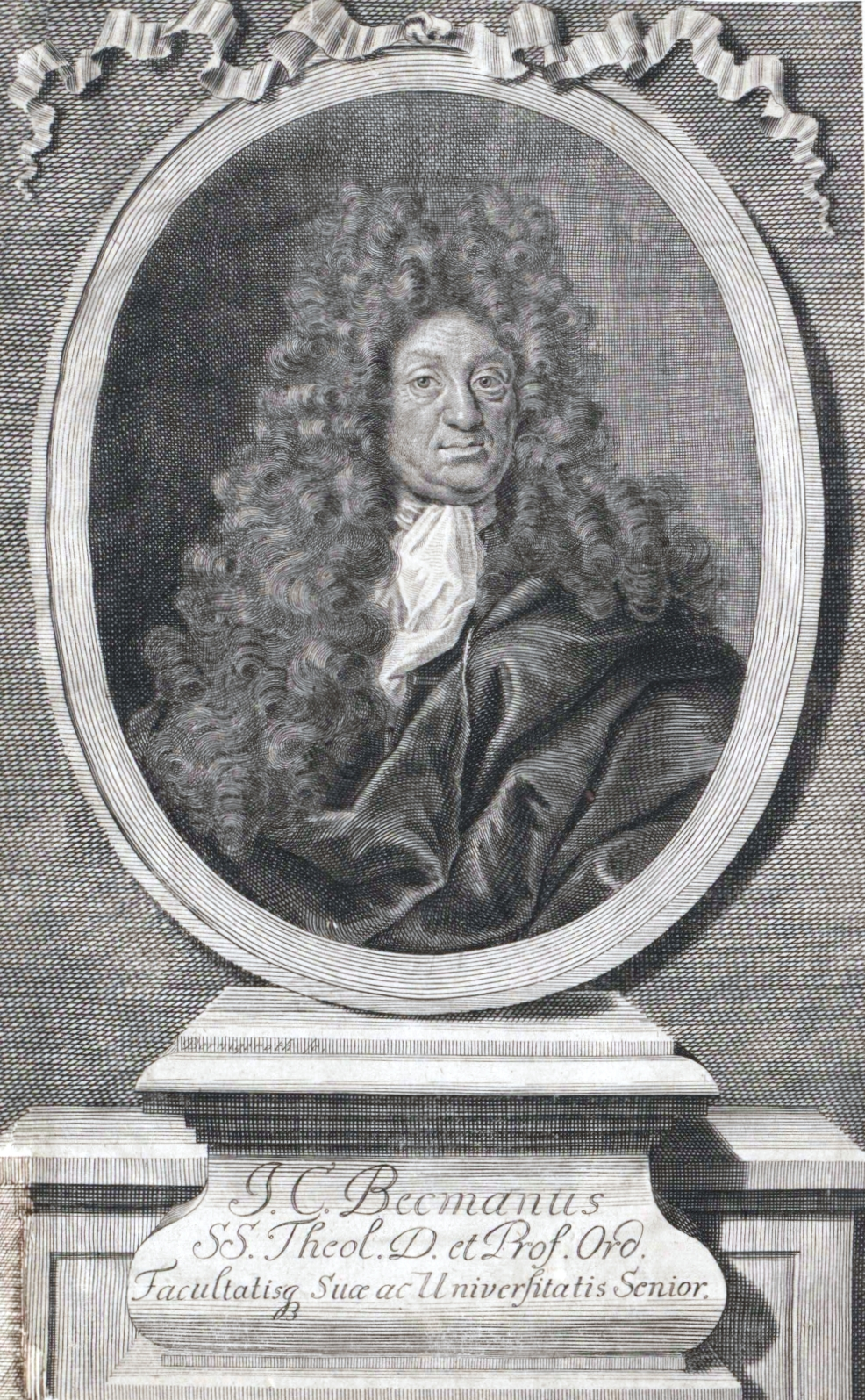
Johann Christoph Bekmann, Stich von Martin Bernigeroth

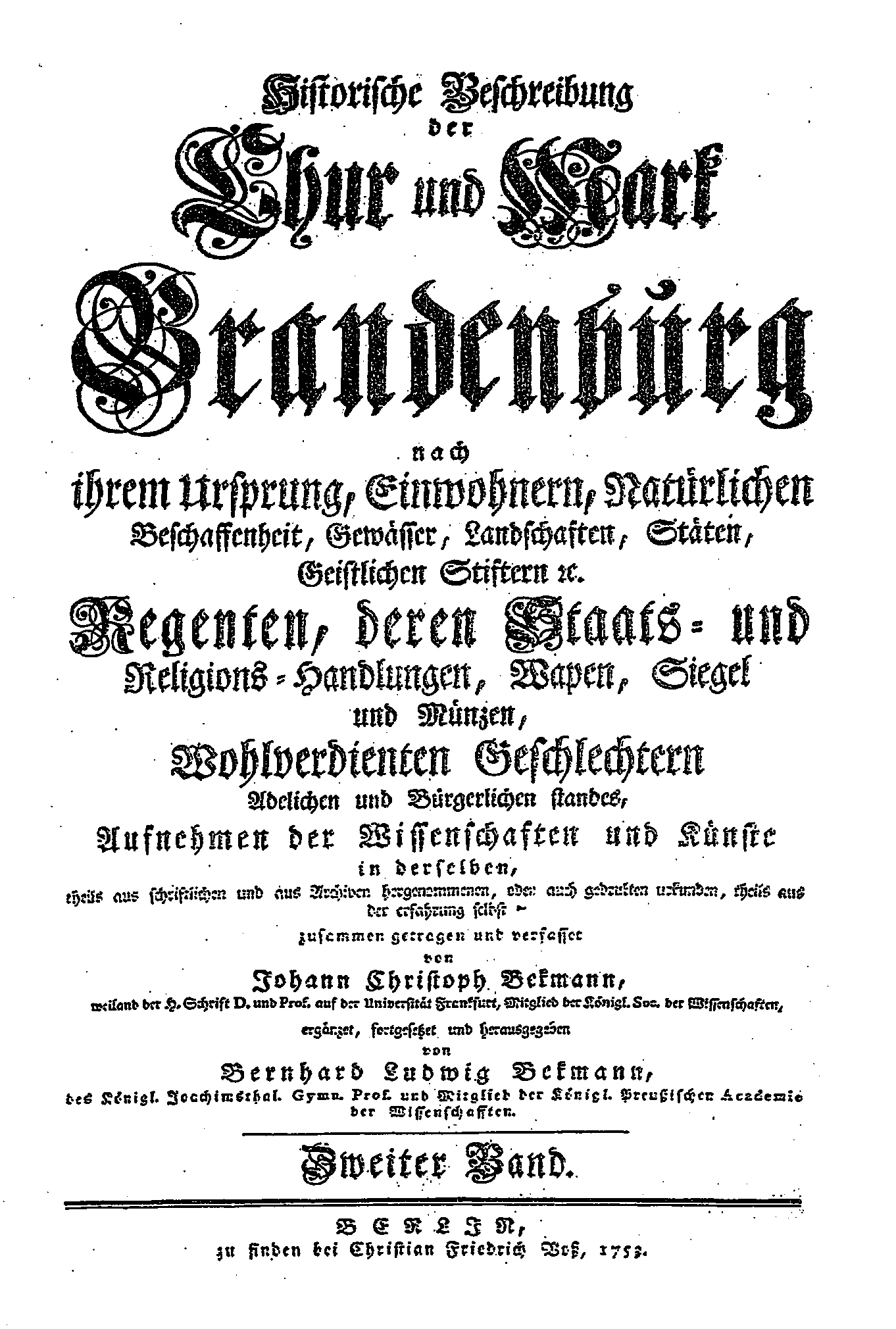
Titelblatt der Historischen Beschreibung der Chur und Mark Brandenburg, zweiter Band (1753)

Johann Christoph Bekmann (auch Becmann oder Beckmann; * 13. September 1641 in Zerbst, Fürstentum Anhalt-Zerbst; † 6. März 1717 in Frankfurt (Oder)) war ein deutscher Universitätsprofessor, Bibliothekar und Historiker. Er lehrte Griechisch, Geschichte, Politik und Theologie an der Brandenburgischen Universität Frankfurt und war langjähriger Rektor der Universität. Bekmann publizierte zahlreiche Werke in verschiedenen Fachgebieten. Bedeutsam wurde sein 1676 erschienener alphabetischer Katalog der Universitätsbibliothek Frankfurt, der damals eine Neuerung darstellte. Auch als Chronist der anhaltinischen Fürstentümer und der Mark Brandenburg hat er sich bleibende Verdienste erworben.

## Leben
Bekmann wuchs in einem evangelischen Pfarrhaus auf. Seine Eltern waren der Superintendent Christian Becmann, ein Verfechter des reformierten, calvinistischen Glaubens, und die Ratskämmerer-Tochter Margarete Enke. Bereits in jungen Jahren genoss Bekmann eine umfangreiche schulische Förderung. So konnte er mit seiner Disputation De mundo 1659 die Universitätsreife erlangen und im selben Jahr nach Frankfurt (Oder) gehen, wo er 1661 unter dem reformierten Theologen Elias Grebnitz seine Magisterprüfung ablegte. Noch im selben Jahr begann er zu unterrichten.
Unterstützt durch ein kurfürstliches Stipendium unternahm er eine Studienreise nach Leiden, Amsterdam, London und Oxford, wo er mit Begeisterung die dort etablierten, modernen Systeme der Bibliotheken kennen und schätzen lernte.
Kurz nach seiner Rückkehr wurde Bekmann 1667 zunächst Professor für griechische Sprache in Frankfurt. Später – je nach Quelle  ab 1670 oder ab 1678 – lehrte er Geschichte. 1672 promovierte er zum Doktor der Theologie. Ab 1687 war er Professor für Geschichte und Politik, ab 1690 zusätzlich Professor für Theologie. Er wurde achtmal zum Rektor der Universität gewählt.
Im Jahr 1673 wurde Bekmann Bibliothekar der Viadrina und behielt dieses Amt bis zu seinem Lebensende. Höhepunkte seiner Arbeit für die Bibliothek waren die Publikation des ersten gedruckten Bibliothekskatalogs (Catalogus bibliothecae publicae Universitatis Francofurtanae, 1676) sowie der Erwerb der umfangreichen Pelargus-Sammlung. Zudem sorgte Bekmann 1678 für die Anlage des botanischen Gartens hinter dem Universitätsgebäude. 1697 erschien in seiner eigenen Druckerei, die er 1673 in Frankfurt eröffnet hatte, erstmals in Deutschland ein vollständiger Druck des Babylonischen Talmud.
Seit 1701 war er auswärtiges Mitglied der Preußischen Akademie der Wissenschaften. 1707 erhielt er vom preußischen König Friedrich I. den offiziellen Auftrag, eine Geschichte der Mark Brandenburg zu verfassen. Mit großem persönlichen Einsatz leitete er den Versand und die Auswertung zahlreicher Fragebögen. Die Drucklegung des Werkes erlebte er jedoch nicht mehr.

## Werke (Auswahl)
Die Historische Beschreibung der Chur und Mark Brandenburg wurde von Bekmanns Großneffen Bernhard Ludwig Bekmann vollendet. Das zweibändige Werk erschien 1751 und 1753 in Berlin. Die Manuskripte beider Bekmanns galten lange Jahre als Kriegsverlust und wurden erst 1996 durch einen Zufall im Märkischen Museum in Berlin wieder aufgefunden. Hierzu zählen auch die Arbeiten an dem unvollendet gebliebenen dritten Band.
- Catalogus bibliothecae publicae Universitatis Francofurtanae. Frankfurt (Oder) 1676. 2., verm. Auflage, ebenda, 1706.
- Historia Orbis Terrarum, Geographica et Civilis, de Variis Negotiis Nostri potiss. Superioris Seculi, Frankfurt (Oder), 1. Ausgabe 1673, 2. Ausgabe 1680, 7. Ausgabe 1707. Digitalisat der Ausgabe 1698 bei uni-mannheim.de.
- Historie des Fürstenthums Anhalt, 7 Teile, Zerbst 1710, Digitalisat der ULB Halle.
  - Ergänzungsband unter dem Titel Accessiones Historiae Anhaltinae, Zerbst 1716. Neudruck Dessau 1995.
- Beschreibung Des Ritterlichen Johanniter-Orden Und dessen absonderlicher Beschaffenheit Im Herrn-Meisterthum In der Marck/ Sachsen/ Pommern und Wendland, Franckfurth an der Oder 1726 (Google Books).(Digitalisat)
- Historische Beschreibung der Chur und Mark Brandenburg nach ihrem Ursprung, Einwohnern, Natürlichen Beschaffenheit, Gewässer, Landschafften, Stäten, Geistlichen Stiftern etc. Regenten, deren Staats- und Religions-Handlungen, Wapen, Siegel und Münzen, Wohlverdienten Geschlechtern Adelichen und Bürgerlichen Standes, Aufnehmen der Wissenschafften und Künste in derselben. Ergänzt, fortgesetzt und herausgegeben von Bernhard Ludwig Beckmann. Digitalisat der Uni Potsdam.
  - Band 1 (Theil 1–4), Berlin, Voß, 1751. Neudruck Berlin 2004.
  - Band 2 (Theil 5), Berlin, Voß, 1753. Digitalisat der Bayerischen Staatsbibliothek, Google Books. Neudruck Hildesheim 2004.